# Muàwiya ibn Hudayj
Abu-Nuaym (o Abu-Abd-ar-Rahman) Muàwiya ibn Hudayj ibn Jafna as-Sakuní at-Tujibí (àrab: أبو نعيم معاوية بن حديج بن جفنة التجيبي, Abū Nuʿaym Muʿāwiya b. Ḥudayj b. Jafna at-Tujībī) fou un dels companys del Profeta. Va participar en la conquesta d'Egipte i s'hi va establir.
Va participar en algunes expedicions a Ifríqiya, la primera el 654/655 en què va fer un gran botí i va establir un campament-guarnició a al-Karn (a 12 km al nord-oest de la moderna Kairuan); la meitat del botí fou donat a les tropes (descomptat la cinquena part del califa).
Fou partidari d'Uthman ibn Affan, i quan aquest fou assassinat va rebutjar com a nou governador d'Egipte a Muhàmmad ibn Abi Bakr (nomenat per Alí ibn Abi-Tàlib) al que acusava d'haver participat en la mort del califa (febrer del 658) i va fer aliança amb un altre cap del país, Màslama ibn Mukhal·lad que també manava un contingent de tropes. Quan Muàwiya ibn Abi-Sufyan de Síria es va revoltar i va enviar a Amr ibn al-As a Egipte, Muhàmmad ibn Abi-Bakr va mobilitzar les seves tropes en part manades per Kinana ibn Bishr, l'assassí d'Uthman, que va morir a la lluita i Amr va entrar a al-Fustat. Muhàmmad va fugir i Muàwiya el va perseguir i el va atrapar i tot i que Amr va ordenar que fos portat a al-Fustat, el va matar (658).
El 660 o 661 va tornar a Ifríqiya i va conquerir Bizerta (algunes fonts donen el 665). Hauria estat governador d'Ifríqiya de vers el 665 al 670. Segons at-Tabarí fou nomenat governador d'Egipte el 667 i revocat el 670, però això sembla un error per Màslama ibn Mukhàl·lad, que era el seu company i que efectivament fou governador en aquest temps i posteriorment (667-682). El 670 va fer la tercera expedició a Ifríqiya amb un contingent de Medina manat per Abd al-Màlik ibn Marwan i encara al-Karn li va servir de base.
Va morir probablement el 672 tot i que algunes fonts el donen encara per viu el 678.